# Feliu Formosa i Torres
Feliu Formosa i Torres   (Sabadell, 10 de setembre de 1934) és un traductor, poeta, prosista, dramaturg, professor d'art dramàtic i actor català.

## Biografia

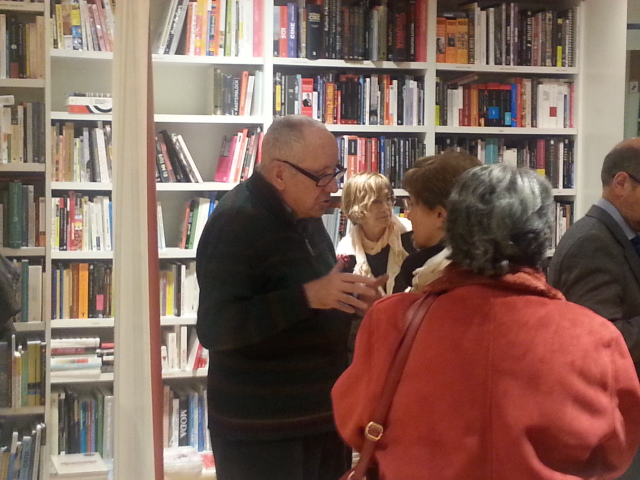
Feliu Formosa, a Sabadell, presentant el llibre Sense nostàlgia el 26 de febrer de 2015

De petit Feliu Formosa va viure al carrer del Foment —avui Vila Cinca— al barri de la Creu Alta de Sabadell. Del 1939 al 1942, mentre el seu pare, Camil Formosa, membre del POUM, era a França exiliat, ell va viure a la casa pairal dels Formosa, al Raval de Fora, 42, a prop del carrer del Vapor, on el seu rebesavi —Josep Formosa—, havia fundat un dels primers vapors de la ciutat l'any 1839. L'any 1942 la família es va establir a Barcelona, primer al carrer de Mallorca i poc després al carrer de Castillejos. La mare s'ocupava d'una espardenyeria i el pare treballava de comptable.
Va estudiar filologia romànica a la Universitat de Barcelona. Posteriorment va ampliar els estudis a Heidelberg (Alemanya) i va destacar pels seus treballs sobre la germanística. En aquesta ciutat alemanya, quan tenia vint-i-cinc anys, va ser professor de traducció de l'alemany al castellà durant un any i mig i va impartir un curs sobre literatura contemporània castellana a l'aula magna de la Universitat de Heidelberg. De nou a Catalunya, del 1961 al 1965 va traduir llibres per a l'Editorial Seix Barral, més endavant ho feu per a l'Editorial Aymà —de la mà de Joan Oliver— i el 1966 o 1967 va entrar a l'Editorial Salvat a elaborar diccionaris. Va col·laborar en la redacció d'articles culturals per a la Gran enciclopèdia catalana. Va traduir per a l'Editorial Lumen, de la mà d'Esther Tusquets. El 1960 es va establir a Terrassa, on es va casar amb l'actriu Maria Plans i Macià, que va morir el 1974, i amb qui va tenir dues filles: Ester Formosa i Plans, que és cantant i actriu, i Clara Formosa, que és traductora. Durant vint-i-cinc anys va ser professor de l'Institut del Teatre de Terrassa (del 1975 al 2000). El 1984 es casà en segones núpcies amb l'escriptora i infermera Anna Vila i Badia, amb la qual va viure uns anys a Igualada. Els anys 1999-2001 fou degà de la Institució de les Lletres Catalanes. Del 2003 al 2009 va formar part del consell assessor del Teatre Nacional de Catalunya, concretament; era membre del comitè de lectura, juntament amb Jordi Castellanos i Esteve Miralles.
Com a actor, va començar el 1954 i ha aparegut en diversos muntatges amb els grups Gil Vicente (1962-1964), Escola d'Art Dramàtic Adirà Gual (EADAG, 1964-1966) i els grups de Terrassa Sis x Set, El Globus i Centre Dramàtic del Vallès (CDV). Des del 1972 ha escrit una vintena de llibres de poemes. Ha traduït al voltant de cent-trenta llibres, entre els quals obres dramàtiques de Thomas Bernhard, Bertolt Brecht, Tankred Dorst, Friedrich Dürrenmatt, Henrik Ibsen, Friedrich Schiller, Arthur Schnitzler, Botho Strauß, August Strindberg, Ernst Toller, Anton Txékhov; poemes de Georg Trakl, Goethe i François Villon; narrativa de Thomas Mann, Hermann Hesse, Robert Musil, Heinrich Böll, Franz Kafka, Joseph Roth o Heinrich von Kleist; i assajos de Lessing i Peter Weiss.
Va militar al PSUC del 1956 al 1972. Ha estat sempre una persona compromesa amb el seu temps, tant durant la clandestinitat amb la dictadura de Franco com actualment, expressant la seva perplexitat en veure la involució democràtica a l'Estat espanyol.
Els últims anys se l'ha homenatjat en diferents ocasions, entre d'altres, a la seva ciutat natal, Sabadell, el 2012, 2018 i 2023 i el 19 de novembre de 2023 va rebre el Premi d'Honor Ciutat d'Igualada, en un acte al celebrat al Teatre de l'Ateneu Igualadí, en la ciutat on resideix actualment. El 9 de maig de 2024, el Departament de Cultura de la Generalitat, per mitjà de la Institució de les Lletres Catalanes i amb la col·laboració de la Biblioteca de Catalunya,va homenatjar Feliu Formosa coincidint amb la inauguració d’una mostra sobre el seu fons personal a l’Espai Zero de la Biblioteca i amb la donació de les quaranta-quatre capses que formen part del fons personal que l'autor va cedir l'any 2023 a la Biblioteca. La primavera del 2024, Sabadell li va dedicar un cicle d'homenatge, amb diferents activitats, en què destacaven un espectacle al Teatre Principal titulat Molt bé diu, senyor Feliuǃ i una exposició al Casal Pere Quartː "Qui és Feliu Formosa?"; espectacle i exposició que es van portar també a Terrassa, pel maig del 2025.

## Premis i reconeixements[calcitació]
- 1977 - Premi Carles Riba de poesia per Llibre dels viatges
- 1977 - Premi Quixot, atorgat pel Club Egara[25]
- 1980 - Premi Crítica Serra d'Or de memòries per El present vulnerable
- 1986 - Premi Ciutat de Palma - Joan Alcover de Poesia en Català, amb Joan Casas i Fuster, per Amb efecte
- 1987 - Premi Lletra d'Or per Semblança
- 1988 - Creu de Sant Jordi
- 1998 - Premi d’Honor de l'Institut del Teatre de la Diputació de Barcelona
- 1993 - Medalla com a fill adoptiu de la ciutat de Terrassa
- 1994 - Premi Nacional a l'Obra d'un Traductor, concedit pel Ministeri de Cultura
- 1997 - Premi Especial de la crítica teatral de Barcelona “per les seves valuoses aportacions al coneixement de l’obra de Bertolt Brecht”
- 2002 - Premi Nacional de Teatre de la Generalitat de Catalunya
- 2005 - Premi Butaca honorífica a tota una vida dedicada al teatre
- 2005 - Premi d'Honor de les Lletres Catalanes[26]
- 2006 - Premi Jaume Fuster dels Escriptors en Llengua Catalana[1]
- 2007 - Premi Nacional de Teatre per Una dedicació fidel, rica i completa al teatre català
- 2011 - Premi Friedrich Gundolf a la difusió de la cultura alemanya a l'estranger, concedit per l'Acadèmia de la Llengua i la Literatura alemanyes[27][1]
- 2012 - Medalla de la Ciutat de Sabadell al Mèrit Cultural[4]
- 2018 - Premi d'Honor de l'Asociación de Directores de Escena (ADE)
- 2018 - Premi d’honor Sebastià Gasch del FAD
- 2019 - Premi Compromís d’Òmnium Cultural-Anoia, compartit amb Anna Vila
- 2020 - Premi de la Fundació Jesús Serra (Catalunya-Occident)
- 2022 - Premi PEN català de traducció per la traducció al català de l’obra Als estatges de la mort, de Nelly Sachs. Guanyador ex equo
- 2023 - Premi d'Honor Ciutat d'Igualada[19]
- 2025 - Premi honorífic Montserrat Abelló a la trajectòria en l'àmbit de la traducció[28][29]

## Obra publicada
| - 1973: Albes breus a les mans. Pròleg de Josep Maria Carandell. Barcelona: Proa - 1973: Llibre de les meditacions. Barcelona: Ed. 62 - 1975: Raval. Barcelona: Ed. 62 - 1976: Cançoner. Barcelona: Vosgos / Ed. Columna, 1999 - 1978: Llibre dels viatges. Pròleg d'Agustí Bartra. Barcelona: Proa - 1980: Si tot és dintre. Barcelona: Grijalbo - 1986: Semblança. Barcelona: El Mall - 1987: Amb efecte (amb Joan Casas). Barcelona: Empúries - 1989: Pols al retrovisor (amb Joan Casas). València: Eliseu Climent / 3i4 - 1992: Impasse. Barcelona: Eumo - Cafè Central - 1992: Per Puck. Pròleg de Jordi Coca. Barcelona: Columna - 1994: Al llarg de tota una impaciència. Barcelona: Ed. 62 - 2000: Immediacions. Pròleg de Joan Casas. Barcelona: Ed. 62 - Empúries - 2001: Cap claredat no dorm. Pròleg d'Antoni Marí. Lleida: Pagès ISBN 9788479358303 - 2004: Darrere el vidre. Poesia 1972-2002. Pròleg d'Enric Sòria. Barcelona: Ed. 62 - Empúries - 2006: Centre de brevetat. Barcelona: Editorial Meteora - 2008: Núvols d’acer. Amb escultures i pintures d’Albert Novellon. Ed. d’autor. Terrassa. - 2009: La pedra insòlita, amb Sandra Morera i Anna Vila. Barcelona: Editorial Meteora - 2018: Papallona de l'ombra. Autoantologia, pròleg d'Àngels Marzo, amb il·lustracions 'Albert Novellon. Lleida: Pagès Editors. ISBN 978-84-9975-920-3 - 2019: Del foc al vers, amb ceràmiques d’Eulàlia Sayrach, fotografies de Jordi Parra i Eulàlia Sayrach. Pròleg de José Corredor-Matheos. Barcelona: Editorial Comte d’Aure - 2020: L'incert encontre. Epíleg de Jordi Solà Coll. Barcelona: Cafè Central (col·lecció Balbec). ISBN 9788481289886 - 2023: Ah, sí? (Poemes del confinat). Epíleg de Joan Casas. Barcelona: Cafè Central (col·lecció Balbec). ISBN 978-84-8128-038-8 - 2023: El temps sofert. Edició i epíleg a cura d’Esteve Miralles. Valls: Cossetània. Col·lecció "Quaderns de la Font del Cargol", n. 24. ISBN 978-84-1356-286-5 - 2025: El quadern groc. Gandia: Edicions 96. Col·lecció "Razef", n. 42. ISBN 978-84-19149-99-2 - 2017: El viatge de Pere l'afortunat; La més forta; Dansa de mort; La sonata dels espectres; Escrits sobre teatre, d'August Strindberg, conjuntament amb Carolina Moreno Tena. Barcelona: Comanegra - 2017: El meu piano blau, d'Else Lasker-Schüler. Barcelona: Adesiara. ISBN 9788416948123 - 2018: Dansa de mort dins La gent de Hemsö, d'August Strindberg, tria i traducció de Carolina Moreno (excepte la Dansa de mort, traduït per Formosa) . Barcelona: L'Avenç. ISBN 978-84-16853-23-6 - 2021: Als estatges de la mort, de Nelly Sachs. Barcelona: Adesiara. ISBN 9788416948628 - 2023: No resideixo, visc, de Rose Ausländer. Vic: Eumo. ISBN 9788497667982 - 2023: Lluny de la pàtria: antologia poètica, de Heinrich Heine. Pollença: El Gall Editor. ISBN 978-84-1932-113-8 - 2025: Veure i saber, de Paul Klee (antologia i traducció). Barcelona: Labreu Edicions. ISBN 9788412969412 - 2025: Aprèslude, de Gottfried Benn. Sabadell: Papers de Versàlia. ISBN 978-84-09-73214-2 | - 1968: L'encens i la carn. Barcelona: Ed. 62 - 1970: Cel·la 44. Palma: Daedalus - 1998: El miracle de la vaca cega. Lleida: Pagès - 1979: El present vulnerable. Barcelona: Laia. Reeditat per Núvol (2017) - 2005: A contratemps. Catarroja: Perifèric - 2005: El somriure de l'atzar: Diaris II. Catarroja: Perifèric - 2012: Sala de miralls. Catarroja: Perifèric - 2015: Sense nostàlgia. Barcelona: Editorial Proa - ISBN 978-84-7588-540-7 - 2019: El temps robat. Diaris, 4. Lleida: Pagès Editors - ISBN 978-84-1303-052-4 - 2005: Diaris complets. Pollença: Quid Pro Quo Edicions - ISBN 9788417410452 - 1970: Per una acció teatral. Barcelona: Ed. 62 - 2022: El gest i la paraula. Assaigs 1969-2001. Barcelona: Viena Edicions. ISBN 978-84-1890-880-4 - 1996: Les nits del Llamp. Barcelona: La Magrana - 2022: La cantant barbuda. Amb Joan Casas. Calonge: Adia Edicions - ISBN 978-84-124298-3-1 - A A hores petites, de Joan Vinyoli. 1981 - A Un de nosaltres (1936-1939), de Ramon Bardés i Abellà. Il·lustre Col·legi Oficial de Doctors i Llicenciats en Filosofia i Lletres i Ciències (1985) - A Can Feu, pèrdua d'un bosc vallesà, de J. Farràs i J. Rofes. Editorial Ègara (1987) - A El meu piano blau, d'Else Lasker-Schüler. Editorial Adesiara (2018) - A Direm nosaltres, de Roc Casagran. Ed. Amsterdam (2018) - A Cartes a Milena de Franz Kafka, traduït per Clara Formosa. Quid Pro Quo Edicions (2018) - A L'esclat que ara m'ofrenes. Obra poètica de Lluís Casals. Girona: Curbet Edicions (2018) - 2005: Feliu Formosa. Teatre i paraula, de Laura Fernández Jubrías. Barcelonaː Diputació de Barcelona (Institut del Teatre) |